# チェン・レイ (ジャーナリスト)
チェン・レイ（Cheng Lei 成蕾;  拼音：ChéngLěi; 1975年 - ）は、中国生まれのオーストラリアのテレビのニュース・キャスター兼ビジネスレポーターである。彼女は、2012年から2020年まで北京で中国の国営英語ニュースチャンネルChina Global Television Network（CGTN）の著名なニュースキャスターを務め、CGTNで放送されるグローバル・ビジネス・プログラムも主催した。彼女は以前、 CNBCの中国特派員 として9年間働いていた。
2020年9月、彼女が8月中旬に中国当局に拘束された後、政府当局者はチェン・レイが「中国の国家安全保障を危険にさらす犯罪行為を行った疑いがある」と述べたが、告発の詳細は提供されなかった。国際ジャーナリスト連盟は、彼女の勾留は「理由も必要もなく」そして「深く懸念している」と述べた。オーストラリアのマライズ・ペイン外相の 声明によると、チェンは2021年2月に「海外で国家機密を違法に提供した疑いで」正式に逮捕された。

## 勾留
2020年8月14日、オーストラリア政府は、中国でのチェン・レイの勾留に関する正式な通知を受け取った。これは、後にオーストラリア外務大臣マライズペインの声明で確認された。オーストラリアの公共ニュース放送局ABCは、彼女が「居住監視」の下で拘束されていたと報道した。 最大6か月間で、家族や弁護士の接見を禁止された。オーストラリアの外務省はABCの報道の事実を確認していない。オーストラリアの外交官は8月27日にビデオリンクを介してチェンと話した。
彼女は、彼女の拘禁に関する公式ニュースがメディアで報道される前に、ほぼ2週間拘束された。彼女の拘禁に関するニュースが明らかになった後、CGTNは明らかにその公式ウェブサイトからチェンの伝記と詳細を削除した。彼女の勾留はまた、オーストラリアと中国の間の緊張をさらに悪化させた。
8月31日、ジャーナリスト保護委員会は、中国の当局に対し、チェンを勾留理由を開示するか、彼女を直ちに釈放するよう求めた。国際ジャーナリスト連盟は、チェンの拘禁は「理由も理由もなく」そして「深く懸念している」と述べた。ヒューマン・ライツ・ウォッチオーストラリアの責任者であるエレーヌ・ピアソンも、彼女の勾留は「非常に懸念している」と述べた。ピアソンは、チェンの逮捕を人質外交の可能性のある事例として説明した。 The Guardianと一部のオーストラリアのメディアは、12月のカナダ人Michael KovrigとMichael Spavorのとの類似点を示している。カナダの後に起こった2018年孟晩舟の逮捕HuaweiCFO。ペイン大臣はラジオのインタビューで、チェンが両国間の関係の悪化の中でポーンとして使用されていたという考えは「せいぜい投機的」であると述べた。
9月1日の記者会見で、中国の外務省スポークスウーマン華春瑩は、チェンの事件について「具体的な情報はない」と述べた。別のスポークスマン趙立堅は9月8日、チェン・レイが「中国の国家安全保障を危険にさらす犯罪活動を行った疑いがある」と記者団に語った。趙は告発についての詳細を提供しなかった。 中国を拠点とする2人のオーストラリア人ジャーナリストABCのBillBirtlesとAustralian Financial ReviewのMichael Smithは、チェン・レイの事件により中国の国家治安警察によって取調べを受けた。
2020年12月12日、欧州連合は北京国家安全局に対し、ヘイズを含む「報告活動に関連して逮捕および勾留されたすべての人々」を釈放し、 Bloomberg NewsとCheng Leiのファン、または国際法に従って弁護人への接見を許可するよう訴えた。
2021年2月、Marise Payneは、チェンが「海外で国家機密を違法に提供した疑いで」中国で正式に逮捕されたと発表した。チェンは2020年8月に拘留された後、2021年2月5日に逮捕されたAccording to her family, Cheng was interrogated several times and her health had deteriorated.。
2022年3月31日、19か月の拘留の後、北京第2人民中裁判所は、秘密の会期でチェン・レイの事件を審理した。 オーストラリアの大使グラハム・フレッチャーは、「国家安全保障」に関する事件のため、裁判所への立ち入りを拒否された。
2023年10月11日、3年にわたる拘束を経てチェン・レイはオーストラリアに帰国した。